# Medrodovni poligon »Pasuljanske livade« (Vojska Srbije)
Medrodovni poligon »Pasuljanske livade«  je vojaško-šolska ustanova, ki deluje v okviru Poveljstva za usposabljanje Oboroženih sil Srbije.

## Zgodovina
Center je bil ustanovljen 15. novembra 2004 in zagotavlja terensko usposabljanje.

## Sestava
- Poveljstvo
- Poveljniški vod
- Šolsko poveljstvo